# Згуладзе, Екатерина
Екатери́на (Эка) Згула́дзе (груз. ეკატერინე ზღულაძე; род. 18 июня 1978, Тбилиси) — грузинский и украинский деятель органов внутренних дел.

## Биография

### Ранние годы
Екатерина Згуладзе родилась в Тбилиси в 1978 году.
Провела детство в столичном районе Мтацминда, училась в тбилисской школе номер 47 на улице Читадзе
В 1992 году получила стипендию по программе Freedom Support Act и в течение года училась в американской школе в штате Оклахома. Продолжила учёбу в Тбилисском государственном университете, на факультете международной журналистики. По окончании университета работала переводчиком в международных организациях.
В 2004—2005 годах работала в грузинском отделении американского правительственного агентства Millenium Challenge Corporation — организации «Вызовы тысячелетия — Грузия».

### Работа в правительстве Грузии
В 2005 году в возрасте 27 лет была назначена заместителем министра внутренних дел Грузии, затем стала первым заместителем министра внутренних дел, проработала на этой должности до 2012 года. Во время работы на должности замминистра Згуладзе неоднократно сообщала прессе и общественности официальную точку зрения МВД Грузии. Принимала активное участие в сокращении и реструктуризации полиции Грузии во время реформ Саакашвили—Бендукидзе.
C 20 сентября по 25 октября 2012 года Згуладзе исполняла обязанности министра полиции и общественного порядка Грузии, после ухода в отставку министра Бачо Ахалая в результате скандала вокруг пыток в Глданской тюрьме. Ушла в отставку вместе с правительством Мерабишвили после победы оппозиции на выборах 2012 года.

### Работа в правительстве Украины

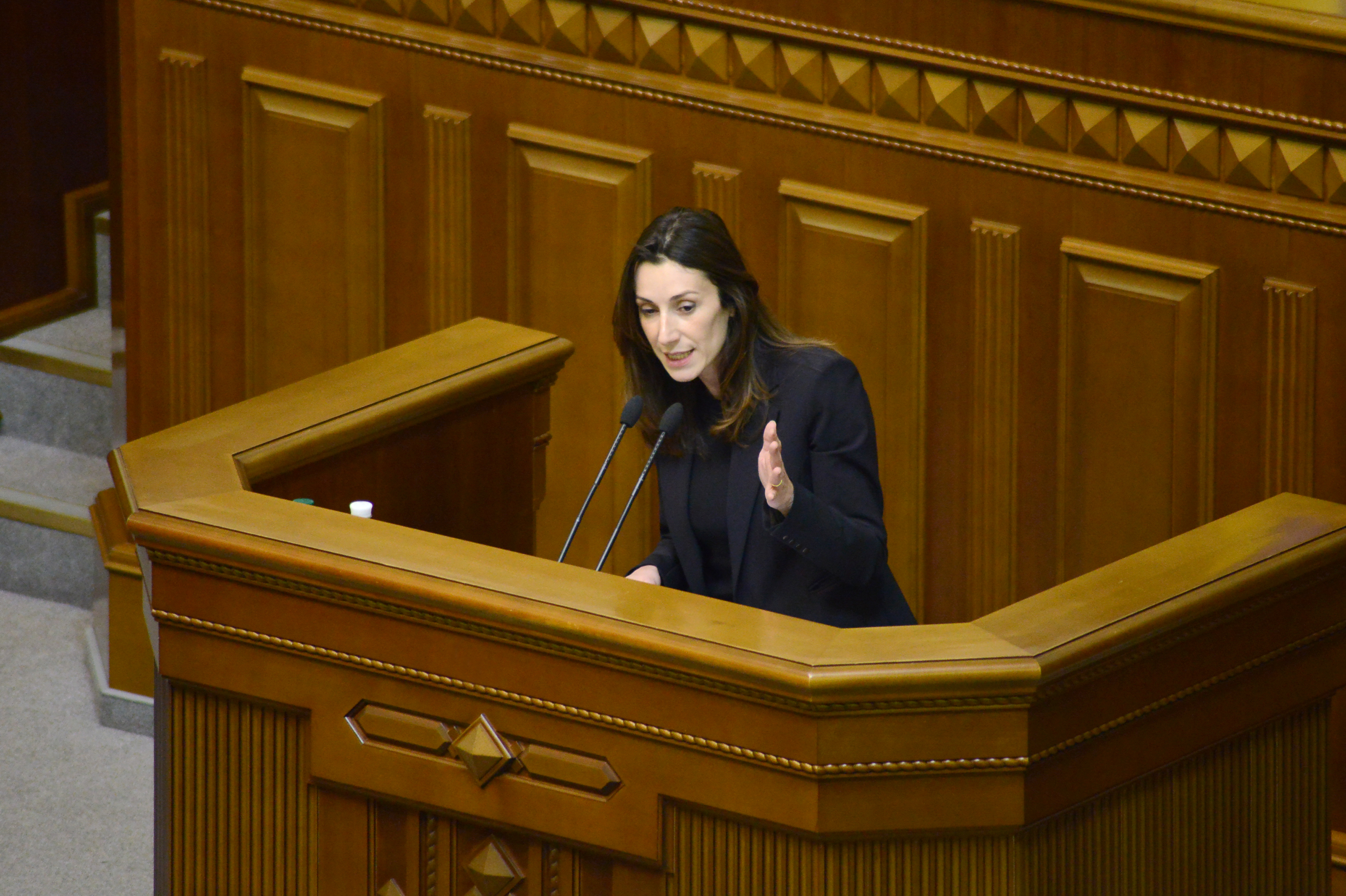
За парламентской трибуной

13 декабря 2014 года Згуладзе получила гражданство Украины по Указу президента Петра Порошенко. Получение гражданства связывали с её возможным назначением заместителем министра внутренних дел Украины. Одновременно получила распространение информация о несогласии с этим назначением министра внутренних дел Украины Арсена Авакова, однако советник министерства внутренних дел Антон Геращенко опроверг эту информацию.
17 декабря 2014 года на заседании Кабинета министров Згуладзе была назначена первым заместителем министра внутренних дел Украины. Назначение вызвало негативную реакцию премьер-министра Грузии Ираклия Гарибашвили.
25 декабря 2014 года на брифинге в Министерстве внутренних дел Згуладзе сообщила о вероятном скором переименовании милиции в полицию, о первоочередном реформировании патрульной службы и о предстоящем наборе в полицейские школы нового типа. 21 января 2015 года, комментируя предварительные итоги подачи заявлений в новую патрульную службу, сообщила, что за первых два дня набора было подано около 11 000 заявлений, в том числе более 30 % от женщин. На создание первого подразделения ушло около полугода и 13 июня 2015 года Згуладзе представила прессе личный состав новой патрульной полиции Киева. Служба подразделена на четыре батальона, на должности командиров батальонов назначены офицеры спецподразделения «Сокол».
Вошла в топ-100 мировых мыслителей 2015 года по версии американского журнала «Foreign Policy» в категории тех, кто лучше всех боролся с вызовами. Журналисты и эксперты включали Эку Згуладзе в группу «спецназ реформ» — команду иностранных реформаторов, работавших на ключевых государственных должностях на Украине в правительстве Арсения Яценюка в 2014—2016 годах.
Согласно декларации, размещённой на сайте МВД Украины, в 2015 году Эка Згуладзе получила из украинских источников доход в размере около 165 тысяч гривен, а из зарубежных источников около 33 тысяч евро.
11 мая 2016 года Згуладзе подала в отставку с поста первого заместителя министра внутренних дел Украины. Кабинет Министров Украины принял решение об отставке Эки Згуладзе по её просьбе. В тот же день Эка Згуладзе заявила, что остается в команде реформаторов Министерства внутренних дел Украины и возглавит специально созданную группу советников.
13 февраля 2018 года заместитель министра по вопросам временно оккупированных территорий и временно перемещённых лиц Юрий Грымчак заявил, что Эка Згуладзе отказалась от гражданства Украины и возобновила гражданство Грузии.

## Личная жизнь
В возрасте 20 лет вышла замуж за известного грузинского шоумена Георгия Палавандишвили, развелась после 12 лет замужества. 
В 2011 году вышла замуж за французского журналиста и режиссёра Рафаэля Глюксманна, советника Михаила Саакашвили и сына философа и писателя Андре Глюксманна. Во втором браке у Екатерины Згуладзе родился сын Александр. Второй брак тоже закончился разводом.